# Parafia Świętych Apostołów Piotra i Pawła w Szkłowie
Parafia Świętych Apostołów Piotra i Pawła w Szkłowie – rzymskokatolicka parafia znajdująca się w archidiecezji mińsko-mohylewskiej, w dekanacie mohylewskim, na Białorusi.

## Historia
Pierwszy, drewniany kościół w Szkłowie powstał w 1784. W 1849 zbudowano obecną, murowaną świątynię. Prawdopodobnie na początku XX w. została ona odnowiona.
W XIX w. parafia należała do archidiecezji mohylewskiej, dekanatu mohylewsko-horeckiego. Posiadała wówczas kaplicę na cmentarzu w Szkłowie oraz dwie kaplice i oratorium w okolicznych miejscowościach. Brak danych o losach parafii w czasach sowieckich. W latach 1926–1931 oraz 1934-1937 administratorem parafii był ks. Piotr Janukowicz. Posługiwał także w parafii w Faszczówce. 9 czerwca 1937 roku został aresztowany przez NKWD w Faszczówce, gdzie mieszkał. Został oskarżony o kierowanie konspiracyjną filią Polskiej Organizacji Wojskowej i szpiegostwo na rzecz Polski. 25 sierpnia 1937 roku w Mińsku skazano go na śmierć, w ramach kilku procesów obejmujących co najmniej 113 Polaków i 27 sierpnia (wg innych źródeł 29 sierpnia) zamordowano w więzieniu w zbiorowej egzekucji.
W 1999 kościół odrestaurowano.